# Julius Berendes (Mediziner)
Julius Berendes (* 2. März 1907 in Elberfeld; † 13. Januar 2001 in Weinheim) war ein deutscher HNO-Arzt und Hochschullehrer.

## Leben und Wirken
Julius Berendes studierte an der Ruprecht-Karls-Universität Heidelberg Medizin und gehörte seit 1926 der Burschenschaft Vineta Heidelberg an. Er habilitierte sich im Jahr 1938 an der dortigen Medizinischen Fakultät. 1944 übernahm er die Leitung der HNO-Abteilung der Städtischen Krankenanstalten Mannheim, wo er 1951 zum Ärztlichen Direktor gewählt wurde. 1957 wurde er auf den Lehrstuhl für HNO-Heilkunde an der Philipps-Universität Marburg berufen. Er befasste sich in seiner wissenschaftlichen Tätigkeit vor allem mit Fragen der Rehabilitationsmedizin. Darüber hinaus engagierte er sich für Themen insbesondere auf dem Gebiet der Störungen der Kehlkopf-Funktion sowie auf dem Gebiet der Physiologie und Pathologie des Hörvorganges.
1973 wurde Berendes emeritiert.
Von 1952 bis 1971 war Julius Berendes Präsident der Deutschen Gesellschaft für Sprach- und Stimmheilkunde (DGSS). Im Jahr 1966 wurde er zum Mitglied der Leopoldina gewählt.

## Auszeichnungen
- 1977: Bundesverdienstkreuz 1. Klasse
- 1979: Paracelsus-Medaille